# 龙潭公园 (北京)

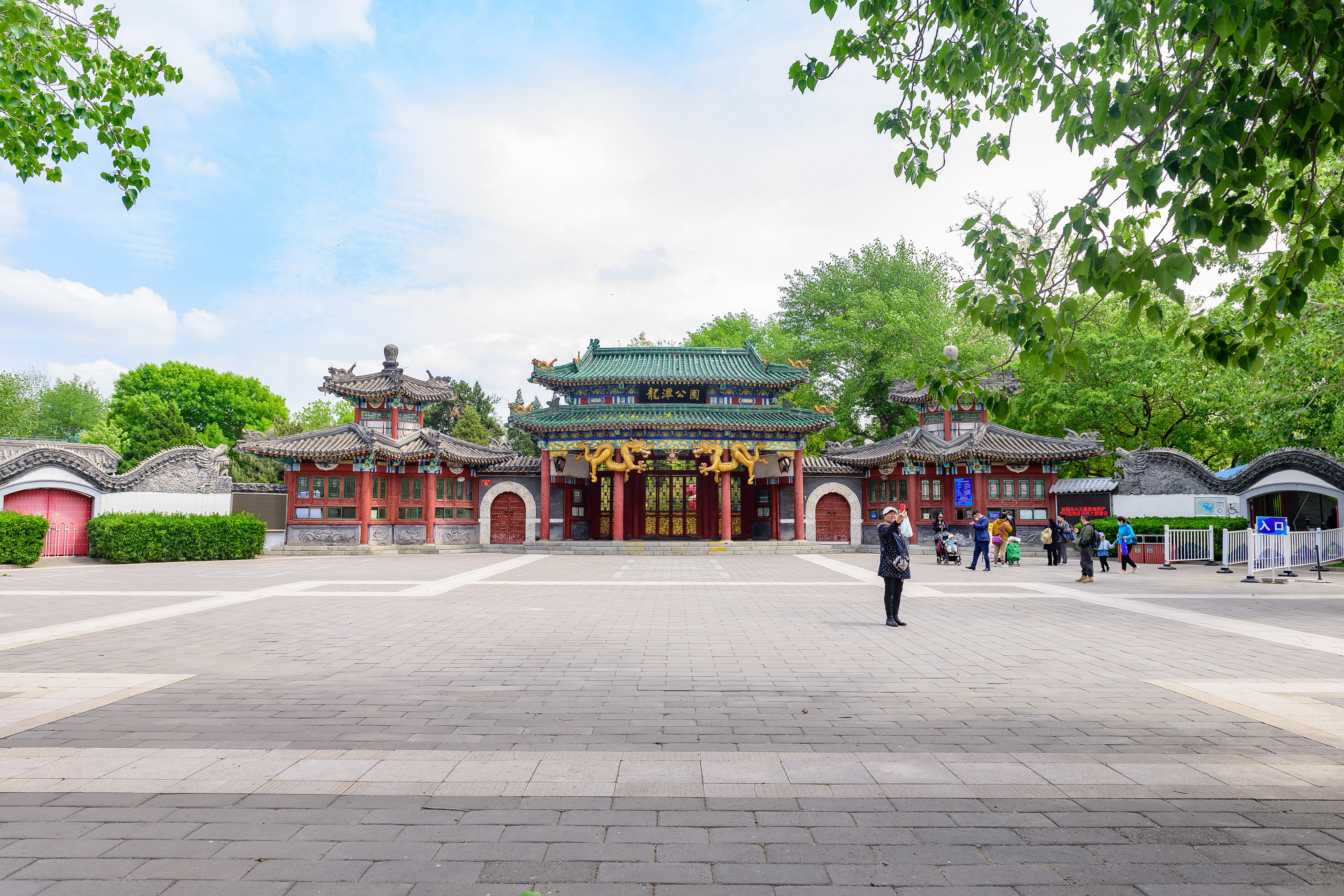
龙潭公园西北门

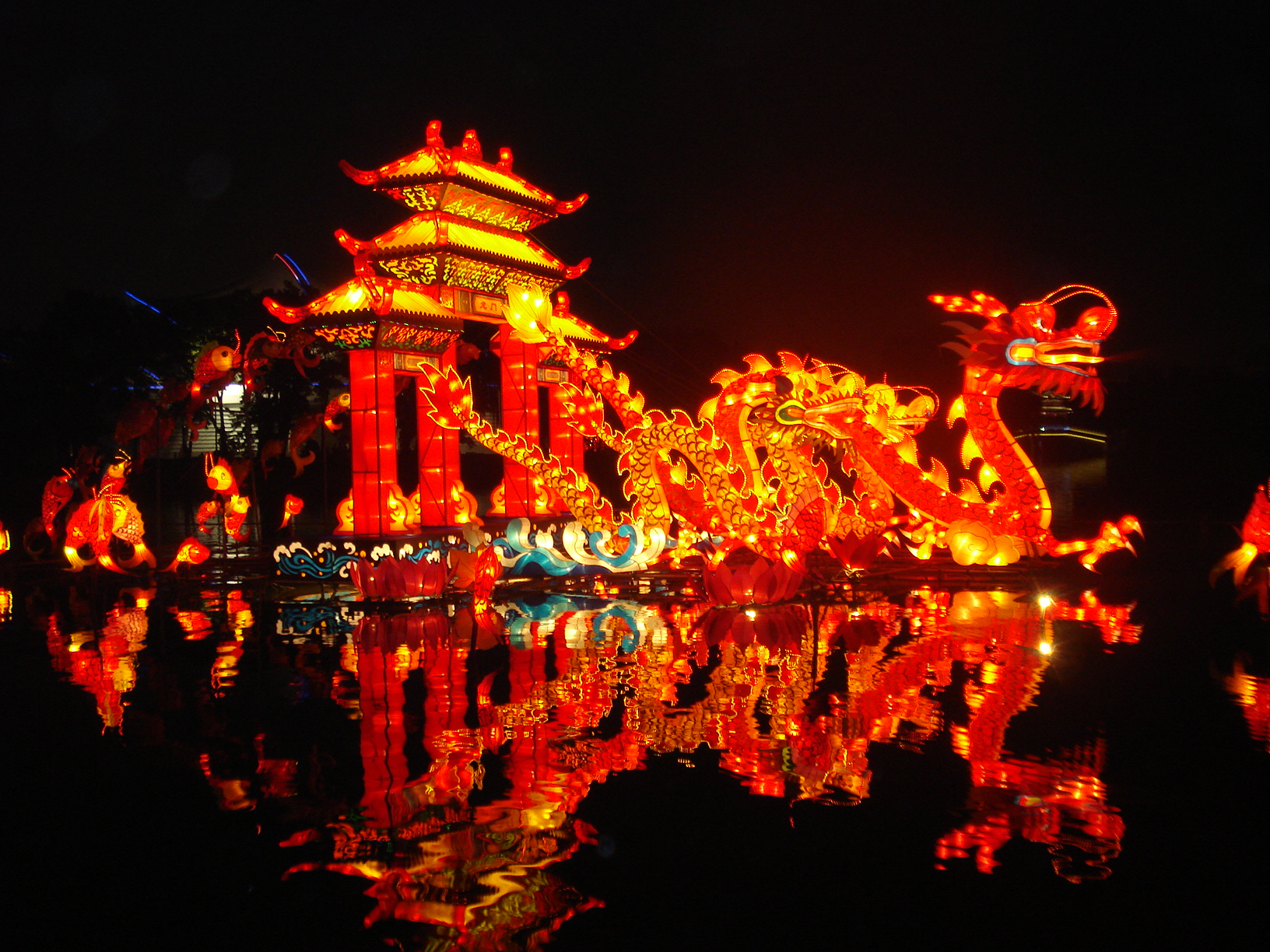
龙潭公园夜景

39°52′36″N 116°26′05″E / 39.87656°N 116.43460°E
龙潭公园，位于北京市东城区龙潭路8号。

## 简介

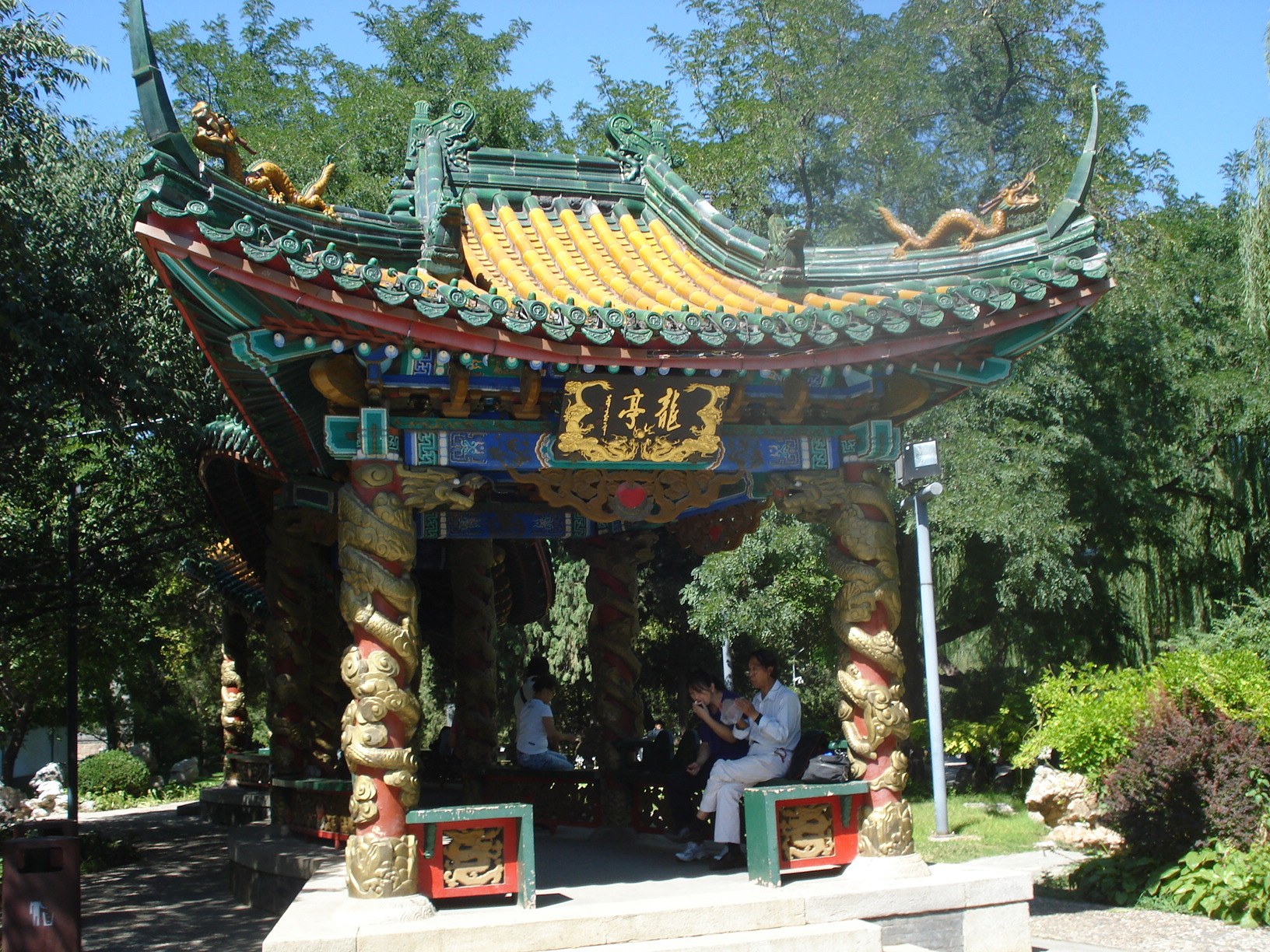
龙潭公园

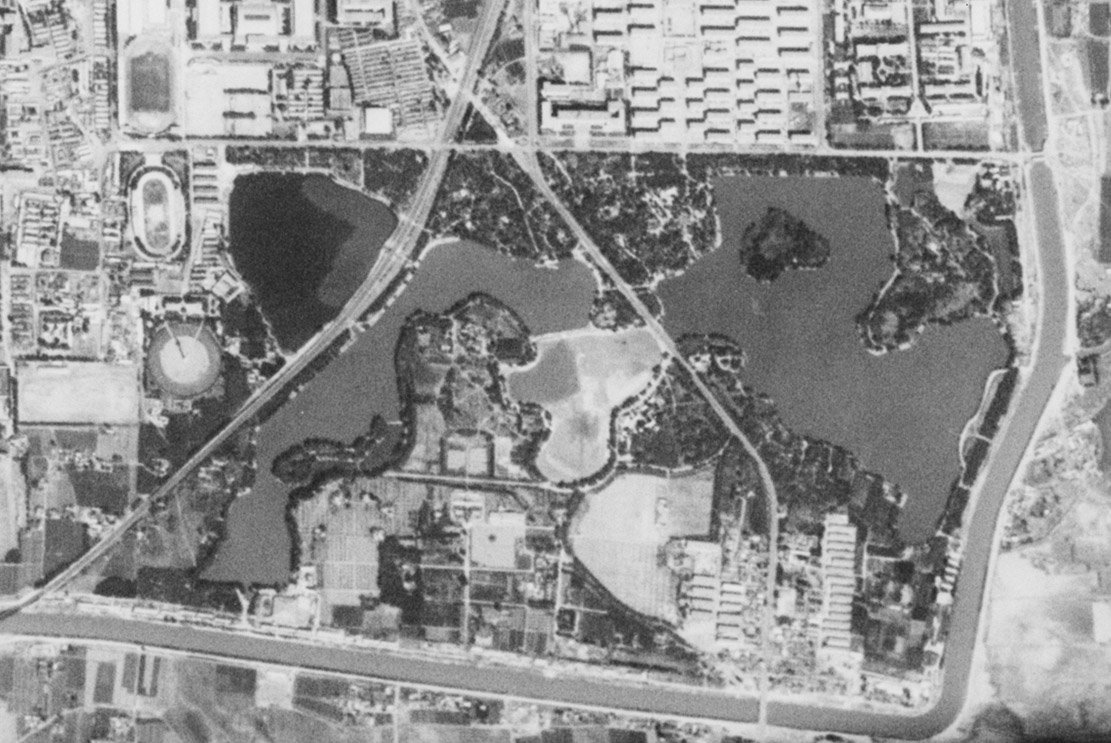
龙潭湖的卫星图像。(1967-09-20)

龙潭公园位于北京东南二环内，光明桥东南侧，围绕龙潭湖东湖而建。龙潭公园创建于1952年，总面积49.2公顷，其中水面面积19.47公顷。由于和龙须沟形成首尾之势，所以取名“龙潭湖”。
龙潭公园建成以后，进行过多次大规模整修，形成了龙潭、龙字石林、龙吟阁、龙门、万柳堂、莲塘花屿、中心岛等等景区，以“龙”文化为主题。2002年获评为“北京市首批十大精品公园”之一，2005年通过“ISO9001/14001国际质量/环境管理体系认证”。
袁督师庙位于龙潭公园西部，是北京市文物保护单位。庙内三间分隔开，“袁督师庙”由康有为题写，庙内还有梁启超书刻的对联，宋伯鲁等人手迹的石刻，共计23块。
时传祥纪念馆于2009年10月26日在龙潭公园南部开馆。该纪念馆作为北京市劳动模范教育基地免费对游人开放。时传祥是中华人民共和国第一代劳动模范，也是崇文区（今已合并成东城区）的一名普通掏粪工人。1959年10月26日，中华人民共和国主席刘少奇接见了全国劳动模范、淘粪工人时传祥。龙潭公园内，还立有时传祥的石雕像。
龙潭公园每年都举办“龙潭庙会”。公园内还设有游船、游艺等设施。

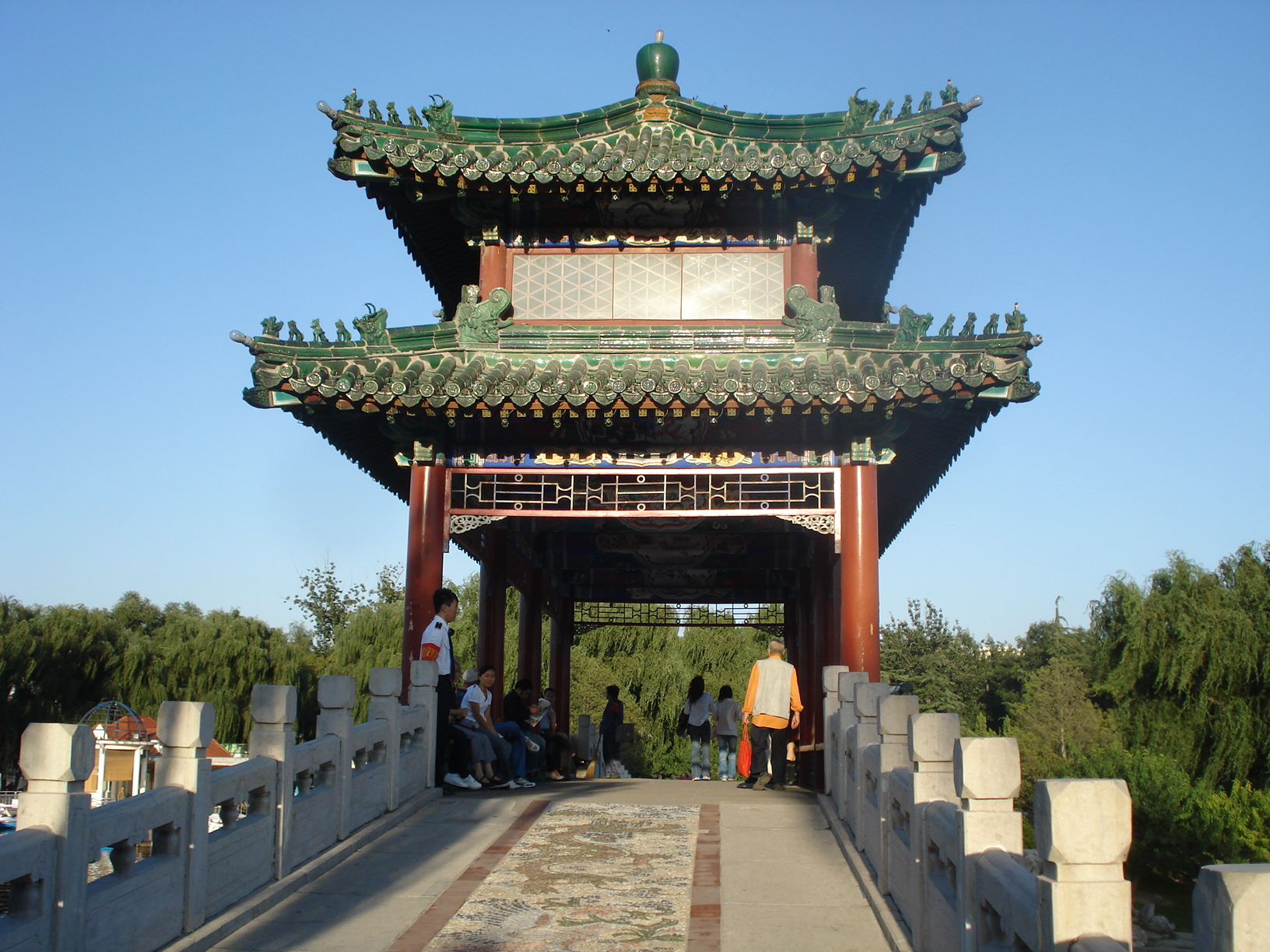
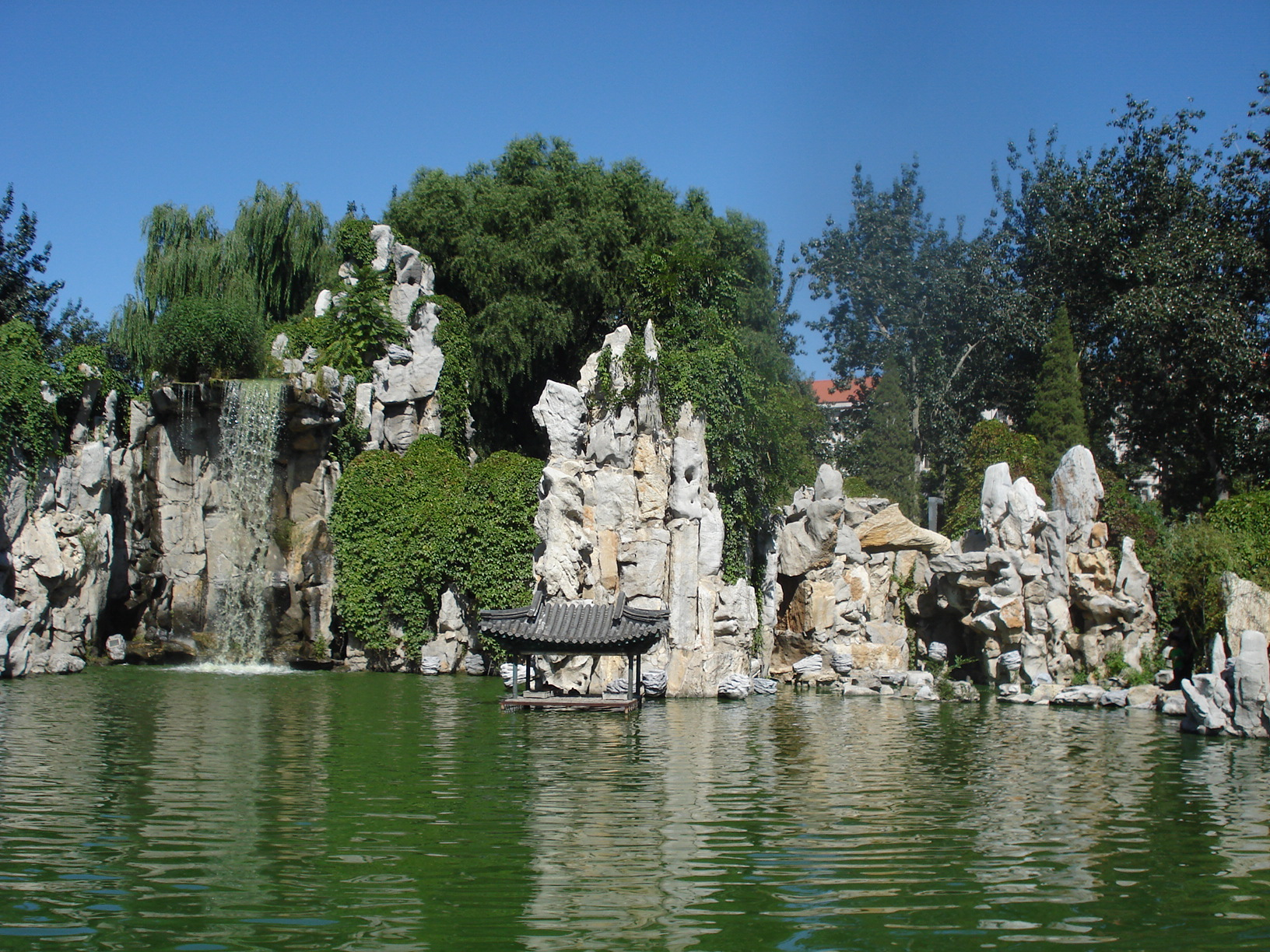
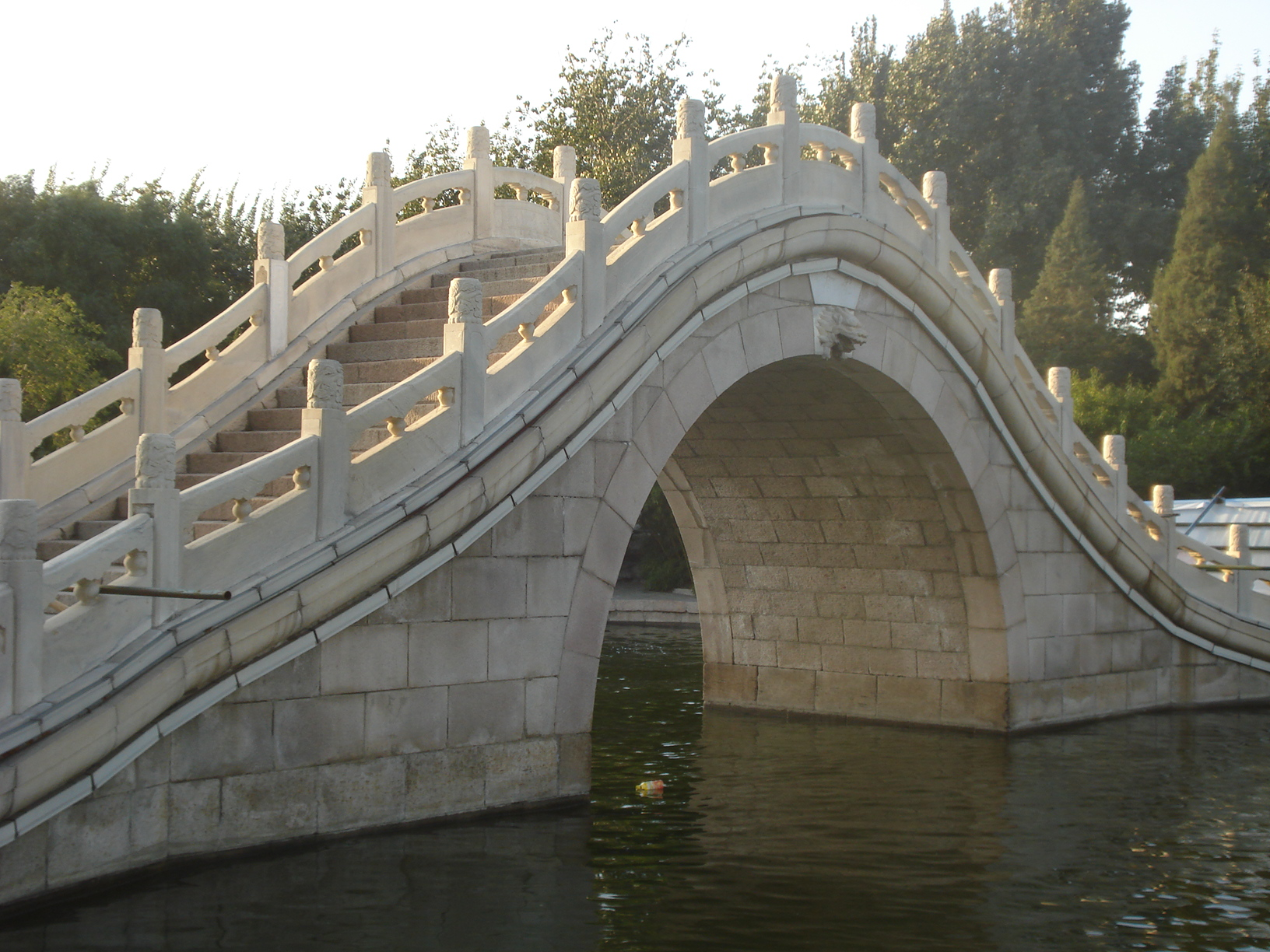
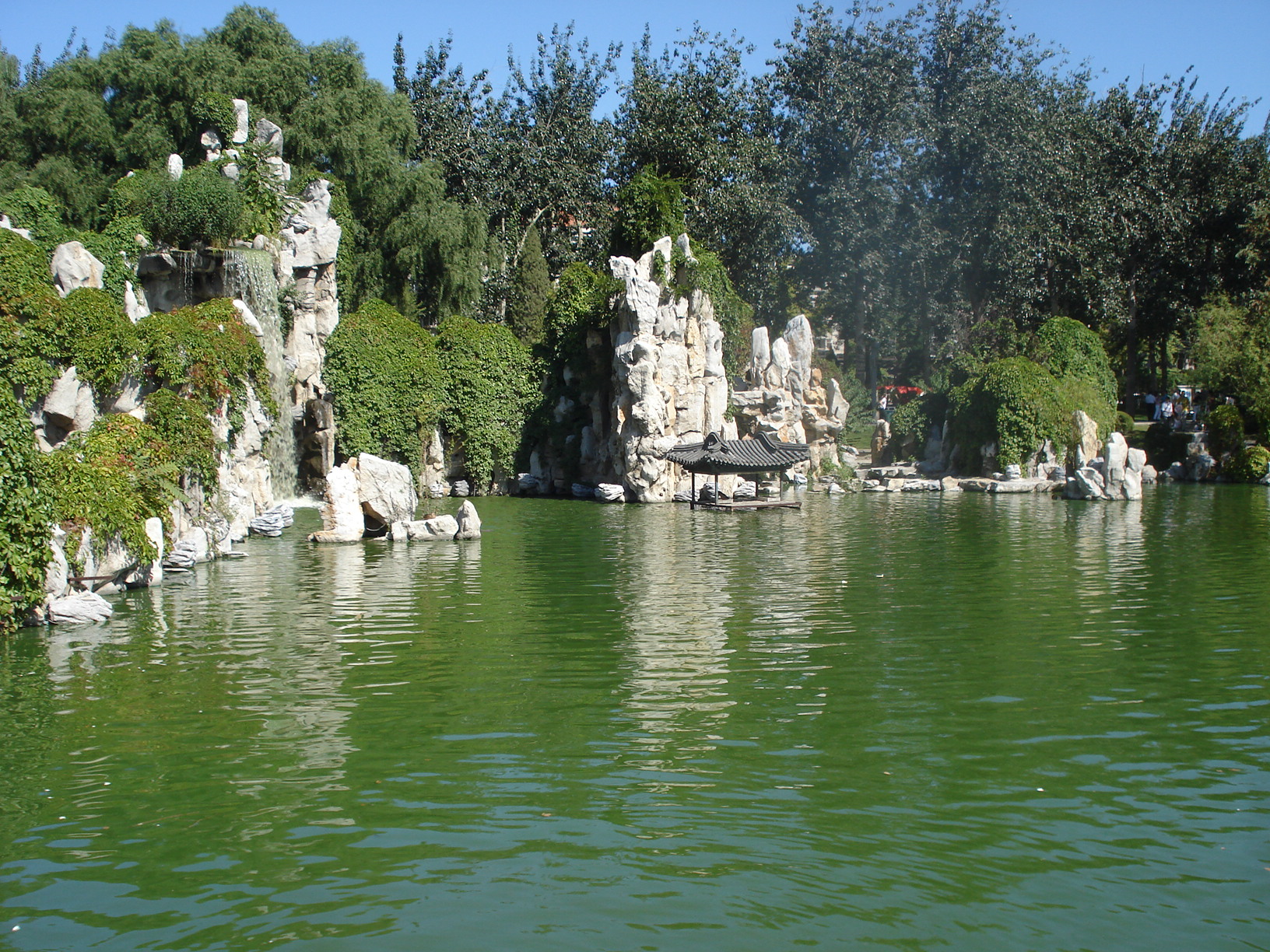
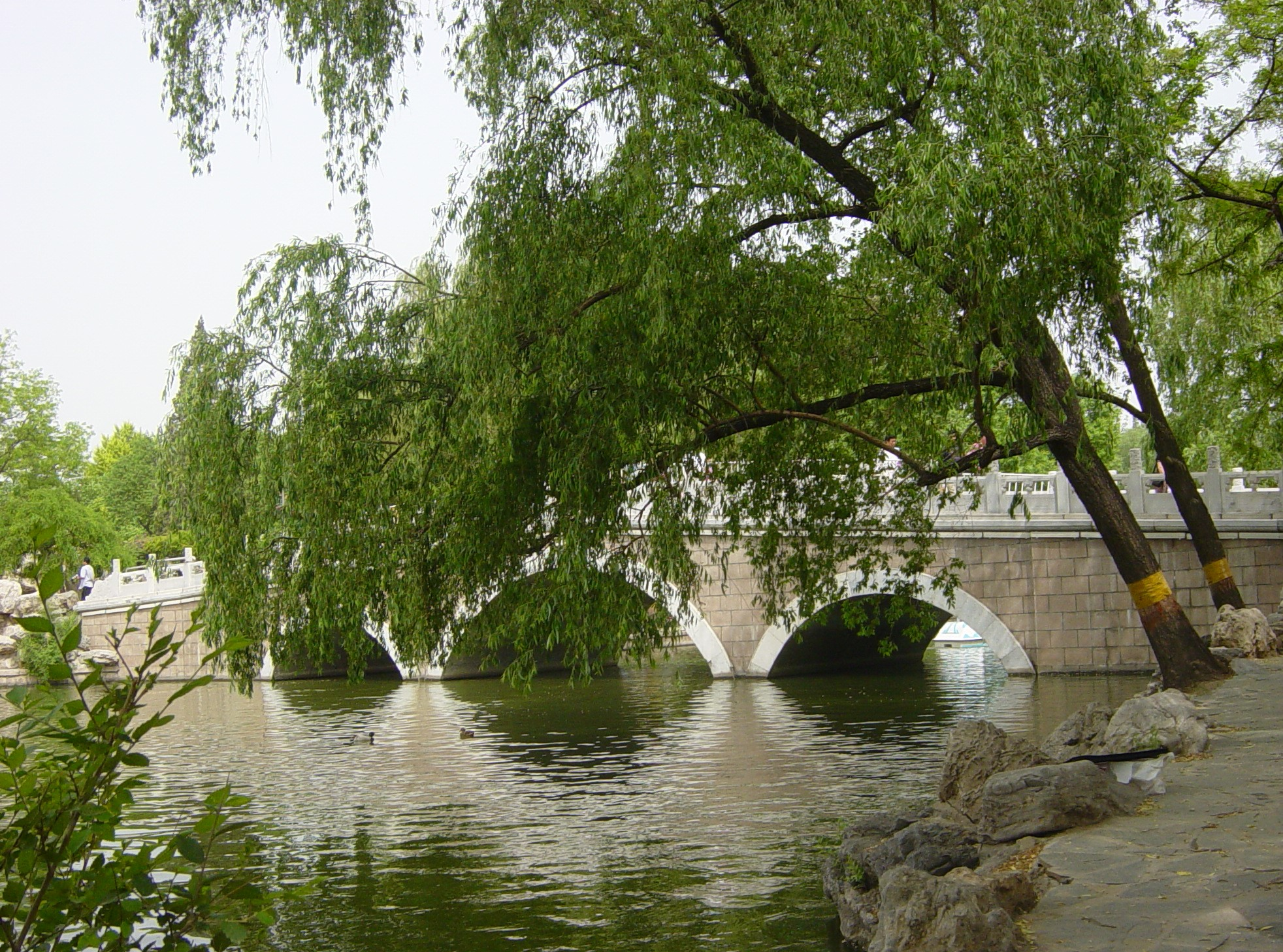